# Pardosa mayana
Pardosa mayana là một loài nhện trong họ Lycosidae.
Loài này thuộc chi Pardosa. Pardosa mayana được Charles Denton Dondale & Redner miêu tả năm 1984.